# チョコモナカジャンボ

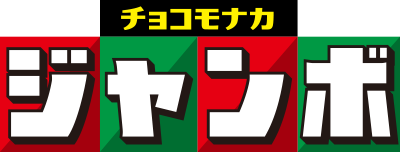
チョコモナカジャンボのロゴ

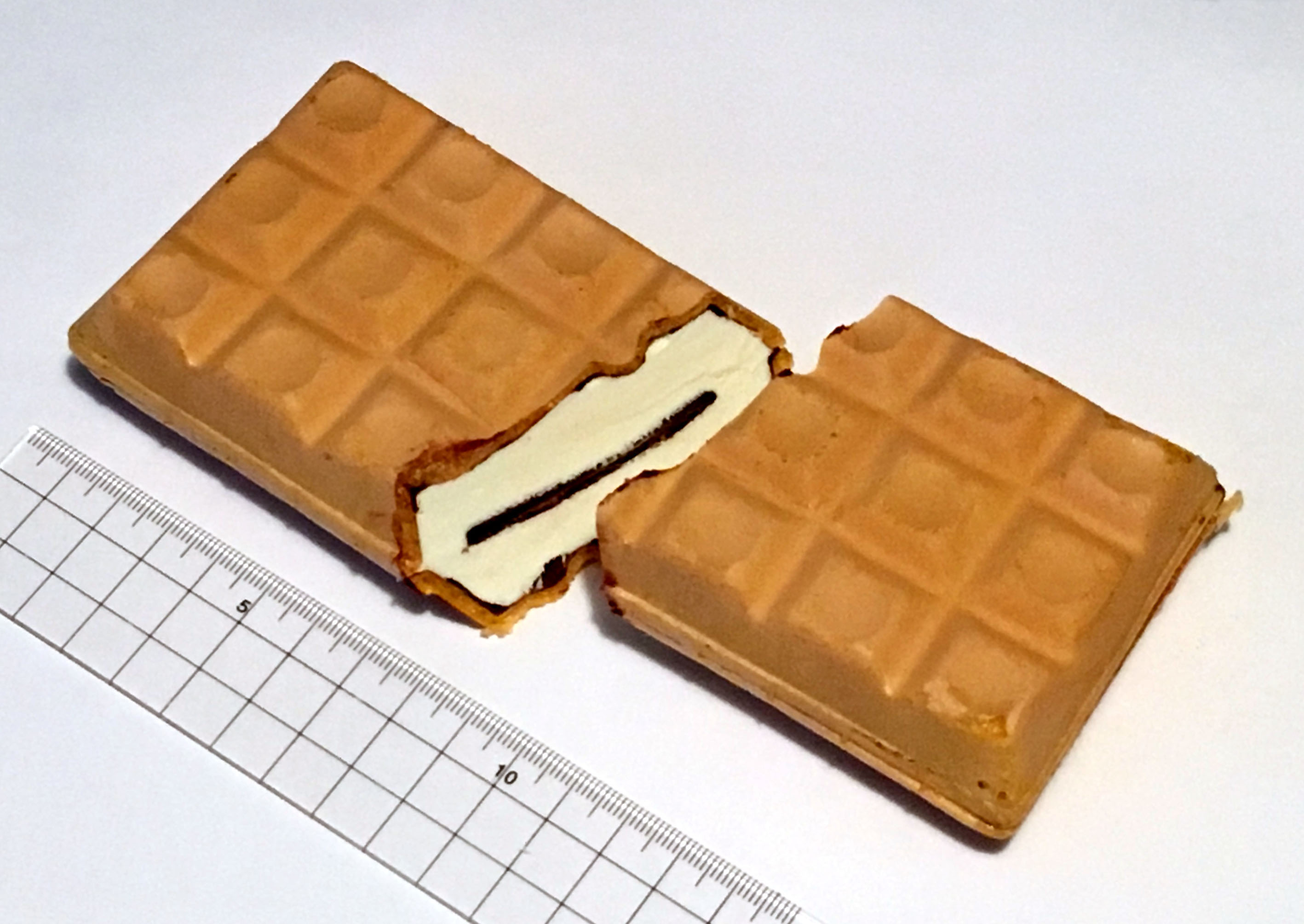
チョコモナカジャンボ

チョコモナカジャンボは、森永製菓より販売されているアイスミルクである。

## 概要
モナカのアイスに板チョコレートが挟まったアイスクリームである。真ん中に挟まっているチョコレートの他にアイスの水分がモナカに移り、ふやける事を防ぐため、モナカの内側にはチョコレートオイルがコーティングされている。
1972年、「チョコモナカ」として販売を開始。チョコレートメーカーならではのアイスをテーマに開発された。当時はモナカの内側にチョコスプレーをかけただけであった。現在のようにチョコレートが挟まれるようになったのは「チョコモナカジャンボ」と名称を改めた1996年からである。以後も商品名は変わらずともキャッチコピーが度々変わっている。
「パリパリ」食感が売りなため、製造から店頭に並ぶまで「5日以内」を目標にしている。長期間保管するとモナカがふやけて食感が変ってしまうので、日本気象協会と連携することで気象データを元に製造量の調整や広告のタイミングをコントロールしている。
商品名を「チョコジャンボモナカ」と間違われる事がある。「間違えたままCMを収録してしまい、出演したタレントが責任を取るはめになる」というストーリーのTVCMが作られたこともある。

## 歴史
- 1972年 - チョコモナカとして販売開始。販売価格50円。
- 1974年 - パッケージ変更。販売価格70円。
- 1975年 - パッケージ変更。販売価格80円。
- 1980年 - チョコモナカデラックスに改名。センターにチョコレートソースが加わった。モナカが12山になる。販売価格100円。
- 1985年 - 第22回モンドセレクション冷菓部門ゴールドメダル受賞。
- 1986年 - パッケージ変更。この年2度変わっている。
- 1988年 - パッケージ変更。モナカの内側全面をチョコレートソースからチョコレートコーティングに変更。モナカの皮も改良された。
- 1992年 - パッケージ変更。春と秋に2度行われ、秋のパッケージ変更と同時にチョコレートが30%増量。
- 1996年 - 現在のチョコモナカジャンボに改名。センターのチョコソースがチョコレートとなり、モナカが現在の18山となる。
- 1997年 - パッケージ変更。
- 1998年 - パッケージ変更。センターチョコレートが25%増量。
- 1999年 - パッケージ変更。
- 2000年 - パッケージ変更。春と秋に2度行われ、秋にバニラクリームを改良。"バニラ感UP"のキャッチコピーが付けられる。
- 2001年 - 春にキャッチコピーが外され、パッケージが以前もものに戻る。秋にロゴマークの強調がされる。
- 2002年 - バニラアイスが改良。再びバニラ感UPのキャッチコピーが使用される。
- 2003年 - 新しいキャッチコピー"パリパリ!"が使用される。
- 2004年 - モナカが改良。キャッチコピーが"パリパリ!"から"パリパリを食べよう"と変わる。森永エンゼルのワンポイントも登場。
- 2006年 - センターチョコレートを改良。"NEWチョコだからおいしさUP"のキャッチコピーが追加される。
- 2007年 - パッケージ変更。
- 2008年 - 35周年記念デザインとなる。販売価格120円。
- 2009年 - 春にセンターチョコレートを改良。前年の35周年ロゴ部分を"センターチョコおいしくなった"と変更表記。秋にはコマーシャルに連動して、"全開パリパリ!"のキャッチコピーがパッケージに使われる。
- 2010年 - バニラのクリームを改良。
- 2011年 - モナカをリニューアル。"おっ、パリパリッ!"のキャッチコピーが使われる。
- 2012年 - キャッチコピーが"チョコとパリパリ!"となる。
- 2013年 - デザインがリニューアル。キャッチコピーがシンプルの"パリパリッ!"となる。40周年記念のロゴが入っている。
- 2014年 - キャッチコピーが「パリパリ18山!」となる。
- 2022年 - 50周年記念として、センターのチョコを工場で製造できる限界まで増量したタイプを冬季限定で販売[1]。

## バニラモナカジャンボ
姉妹品として2011年より発売。当初は中部、北陸、関西だけの地域限定販売だったが、2013年より全国販売となった。規格では「アイスミルク」に分類されるチョコモナカジャンボに対し、こちらは「アイスクリーム」に分類される。モナカの内側にホワイトチョコレートがコーティングされており、2021年にはモナカの吸湿を抑えるべく内側の長辺側面部のアイスとモナカの間に薄いホワイトチョコを挟む「チョコの壁」製法を取り入れている。
2017年8月には需給逼迫したチョコモナカジャンボの供給に集中するため、生産が一時停止となった（生産再開は2018年10月）。

## 歴代のCM出演者
- 柏原芳恵
- 森田剛
- 関ジャニ∞ → SUPER EIGHT

ほか